# Часослов Бедфорда
«Часослов Бедфорда» — рукописний ілюмінований часослов, створений в Парижі у першій третині XV століття. Більшість мініатюр виконані анонімним майстром, який за Часословом отримав ім'я Майстер Часослова Бедфорда або Майстер Бедфорда, і його майстернею. Вважається, що манускрипт належав Джону Ланкастерському, герцогу Бедфордському. Рукопис зберігається в Британській бібліотеці, інвентарний номер Add. Ms 18850.

## Історія створення
Джон Ланкастерський, третій син короля Англії Генріха IV, став регентом Франції після смерті свого брата Генріха V в 1422 році, коли його племіннику, Генріху VI, було всього дев'ять місяців. У 1423 році в Труа він одружився з Анною Бургундською, дочкою герцога Бургундського Жана Безстрашного, союзника англійців у боротьбі проти династії Валуа під час Столітньої війни. Мабуть, з нагоди цього шлюбу в Парижі був замовлений часослов — в рукописі містяться зображення подружжя (fol. 257v і 256v). У 1430 році, перебуваючи в Руані напередодні коронації Генріха VI королем Франції, подружжя Бедфордів подарувало часослов дев'ятирічному племіннику. Військові успіхи Жанни д'Арк затримали помазання Генріха VI.
Ця версія походження рукопису заперечується деякими істориками мистецтва з 2000-х років — вони вважають, що герби і портрети герцога Бедфордського і його дружини були додані до вже готового часослова. Патриція Стірнеман і Кетрін Рейнольдс датують доповнення 1430 роком, коли рукопис був подарований Генріху VI Анною Бургундською, і вважають, що до числа доданих належать мініатюри, що зображують Ковчег Ноя, Вавилонську вежу і Хлодвіга та Клотільду. Ці історики, порівнюючи мініатюри «Часослова Бедфорда» з деякими ілюстраціями «Розкішного часослова герцога Беррійського» і «Міссала Людовика Гієнського» (Бібліотека Мазаріні), відносять початок роботи над рукописом до 1415 року і вважають його замовником Людовика Гієнського, сина французького короля Карла VI. Не всі згодні з цією точкою зору, приміром, Ебергард Кеніг вважає, що манускрипт був створений у 1420–1423 роках.

## Подальша доля часослова
Ймовірно, пізніше Часослов належав французькому королю Генріху II, оскільки зображення його гербів присутні в книзі. Невідомо, де знаходився манускрипт до початку XVIII століття, коли він належав серу Роберту Ворслі, вдова якого продала книгу лорду Едварду Харлі. «Часослова Бедфорда» не було в колекції Харлі, яка була придбана урядом і в 1753 році склала основу зібрання Британської бібліотеки. Часослов зберігався у дочки Харлі, герцогині Портлендської, і потрапив до бібліотеки після її смерті у 1786 році.

## Зміст
У часослові 289 листів, 38 великих мініатюр, 3 ініціали з віньєтками і близько 1250 маргінальних ілюстрацій.
Склад часослова:
- Календар (fol. 1-18)
- Уривки з Євангелій (fol. 19-24)
- Молитви до Діви Марії (fol. 25-31)
- Години Діви Марії з сімома покаяними псалмами і літаніями (fol. 32-113)
- Тижневий оффіцій (fol. 113v-199)
- «П'ятнадцять радощів» Діви Марії і вісім звернень до Бога (fol. 199v-207)
- Години Страстей (fol. 208–256)
- Перелік святих (fol. 257–275)
- Меса Святого Духа (fol. 276–280)
- Меса Святого Хреста (fol. 280v-284)
- Заупокійна меса (fol. 284v-288)
- Легенда про появу геральдичної лілії французьких королів. Клотільда і Хлодвіг (fol. 288v-289)